# Tatort: Auf ewig Dein
Auf ewig Dein ist ein Fernsehfilm aus der Fernseh-Kriminalreihe Tatort der ARD, des ORF und des SRF.
Der Film wurde vom WDR produziert und am 2. Februar 2014 erstmals nahezu zeitgleich von den Sendern Das Erste und Einsfestival gesendet. Es ist die 898. Folge der Tatort-Reihe und der vierte Fall der Ermittler Faber, Bönisch, Dalay und Kossik, verkörpert von Jörg Hartmann, Anna Schudt, Aylin Tezel und Stefan Konarske.

## Handlung
Die zwölfjährige Marie Bartok wird tot in einem Wald aufgefunden. Sie wurde zunächst gewürgt und dann mit einem Lederband erdrosselt. Der Rechtsmediziner stellt außerdem sexuellen Missbrauch fest. Faber vermutet, dass der Mörder wollte, dass man sein Opfer findet, denn er hatte es zwar vergraben, aber nicht tief genug. Maries Stiefvater Gunnar Stetter gerät unter Verdacht, da auf seinem Computer kinderpornografische Fotos gefunden wurden, die er sogleich nach dem Verschwinden seiner Stieftochter gelöscht hatte. Einige konnten wieder hergestellt werden. Stetter beteuert jedoch, dem Mädchen nichts angetan zu haben. Er habe lediglich Fotos von Marie im Internet hochgeladen. Für die fragliche Zeit kann er auch ein Alibi vorweisen.
Noch während Kriminalhauptkommissar Faber und sein Team Bönisch, Dalay und Kossik ermitteln, verschwindet die dreizehnjährige Lisa Passek. Ihr Vater betreibt eine Gebäudereinigungsfirma, die unter anderem auch in der Schule putzt, in die Marie Bartok ging. Bei der Überprüfung der dort regelmäßig eingeteilten Gebäudereiniger stoßen die Ermittler auf Markus Graf. Faber erkennt ihn sofort als Sohn eines von ihm überführten Kinderschänders, der sich vor drei Jahren in seiner Zelle erhängt hatte. Nun scheint es so, als begehe der Sohn Morde nach dem Muster seines Vaters, bei dem er aufgewachsen ist, weil seine Mutter schon früh verstorben war. Nach der Inhaftierung seines Vaters wurde Markus Graf in einem Jugendheim untergebracht. Seit seiner Volljährigkeit besuchte er seinen Vater regelmäßig am 15. Juli eines jeden Jahres. Für Faber hat dieses Datum eine tieftraurige Bedeutung, denn an einem 15. Juli veränderte sich sein Leben auf schreckliche Weise für immer. An einem 15. Juli wurden seine Frau und seine Tochter bei einem Autounfall getötet. Bönisch ermahnt und warnt Faber, sich voreilig auf einen Täter festzulegen, da es noch weitere Verdächtige gebe. Der Kommissar ist jedoch davon überzeugt, dass Graf Marie umgebracht und nun Lisa in seiner Gewalt hat, die es zu retten gilt.
Zunächst wird Graf nicht festgenommen, sondern nur observiert; dies bemerkt er sehr schnell und meldet sich auf dem Präsidium. In einem Gespräch Fabers mit Graf, das von Zynismus durchtränkt ist, gewinnt der Kommissar den Eindruck, dass Graf davon überzeugt ist, dass er, Faber, sein Leben dadurch zerstört habe, dass er seinen Vater verhaftet hatte. Graf macht unverhohlen Andeutungen zu Fabers persönlicher Familientragödie, die vermuten lassen, dass er es ist, der daran die Schuld trägt. Trotz dieser für den Kommissar nur schwer zu ertragenden Tatsache bleibt er dieses Mal ruhig und verhält sich professionell, gilt es doch, nicht nur die vermisste Lisa zu retten, sondern auch Annika Garbes, ein weiteres Mädchen, das vor kurzem verschwunden ist. Eine Spur führt zu einem Gnadenhof für Tiere, auf dem Annika ein Pferd retten wollte, weshalb sie sich mit einem Fremden verabredet hatte. Nachweislich hat Graf dort öfter ausgeholfen, was vermuten lässt, dass er dieser Fremde ist. Doch die Suche bringt nicht den gewünschten Erfolg. Graf fordert inzwischen Faber heraus. Er solle für die beiden Mädchen sterben. Schließlich hätte er versagt und auch seine eigene Tochter nicht retten können.
Trotz aller Bemühungen kann Lisa nur tot geborgen werden. Um wenigstens Annika zu retten, geht Faber scheinbar auf Grafs Forderung ein. Er signalisiert Bereitschaft, von einem Hochhaus zu springen, wenn Graf das Versteck des Mädchens verrät. Während Graf Faber permanent provoziert und keinen Zweifel daran lässt, dass er tatsächlich sowohl Fabers Frau als auch dessen Tochter auf dem Gewissen hat, um sich an ihm zu rächen, ist Dalays und Kossiks Suche nach Annika erfolgreich. Sie finden das Mädchen in einer alten Metzgerei – lebend. Graf wird in Handschellen abgeführt.

## Produktion und Hintergrund
Der Tatort Auf ewig Dein wurde in Dortmund, Köln und Umgebung im Sommer 2013 gedreht. Produziert wurde er von Colonia Media für den WDR.
Privates der Kommissare: Nora informiert Daniel, dass sie schwanger ist. Die Entscheidung, was nun geschehen soll, steht im Raum. Nora tendiert zu einer Abtreibung, was ihr jedoch mehr zu schaffen macht, als sie sich eingestehen will. Daniel möchte, dass Nora das Kind bekommt. Als Nora am Ende des Films auf dem Weg zu ihrer Frauenärztin ist und Daniels Anruf zweimal wegdrückt, legt er den Wohnungsschlüssel auf den Küchentresen und verlässt mit hängendem Kopf Noras Wohnung.
Martina Bönisch kommt in Schwierigkeiten, als der Callboy Toni Kelling, bei dem sie Kundin war, wegen Kokainbeschaffung verhaftet wird und er mitbekommt, dass Bönisch Polizistin ist und sie daraufhin erpressen will. Faber sorgt auf seine Art dafür, dass er nicht mehr auf dumme Gedanken kommt.

## Rezeption

### Einschaltquoten
8,77 Millionen Zuschauer sahen die Folge Auf ewig Dein in Deutschland bei ihrer Erstausstrahlung am 2. Februar 2014, was einem Marktanteil von 22,8 Prozent entsprach.

### Kritik
Rainer Tittelbach von Tittelbach.tv verwies auf die schon gezeigten Folgen und stellte fest: „Nach ‚Alter Ego‘ im September 2012 war noch Skepsis angebracht, ‚Mein Revier‘ steigerte sich ein wenig, ‚Eine andere Welt‘ deutlich und mit ‚Auf ewig Dein‘ ist nun der bisherige Höhepunkt des ‚Tatort‘-Ablegers Dortmund erreicht.“ Zusammenfassend hieß es: „Der Fall um einen Kindermörder ist der bislang spannendste, weil er mit Fabers Vita kurzgeschlossen wird und dem Kommissar die Möglichkeit gibt, sein privates Trauma aktiv zu bearbeiten. Die Zwischenbilanz des dritten ‚Tatort‘-Teams des WDR fällt nach ‚Auf ewig Dein‘ extrem positiv aus. Klasse Typen, Top-Schauspieler, gute Chemie, dichte Interaktionen, hohe Sinnlichkeit, modernes Erzählen – gutes Konzept!“
Auch die Kritiker bei Quotenmeter.de kamen zu einem positiven Urteil und meinten: „‚Auf ewig Dein‘ ist eine Höchstleistung aller Beteiligten: Dror Zahavis konsequent kühle, düstere Atmosphäre, die sich einen Dreck um festgefahrene Konventionen schert, Jürgen Werners reduzierte, dynamische Dialoge und das ergreifende Spiel der vier Hauptdarsteller lassen diesen ‚Tatort‘ so gut gelingen, wie wahrscheinlich seit Jahren keinen zweiten.“
Holger Gertz von der Süddeutschen stellte fest: „In diesem ‚Tatort‘ hat die persönliche Verstrickung des Kommissars Sinn und Funktion. Inzwischen ist der eigenwillige Faber, sehr intensiv dargestellt von Jörg Hartmann, sogar fähig zur Selbstironie. […] ‚Auf ewig Dein‘ heißt der Film, in dem die Verdächtigen nicht nur verdächtig sind: Sie sind Fabers Gegner, seine Feinde.“
Die Kritiker der Fernsehzeitschrift TV Spielfilm meinten anerkennend: „Das Duell zwischen Kommissar und Täter wirkt völlig überzogen, aber so packend wie selten in der Reihe. Emotion und Dramatik zählen mehr als psychologische Stimmigkeit. Fazit: Vogelwild und schräg: Geschmackssache“.